# مينوا
مينوا (باليابانية: 箕輪町) هي بلدية في اليابان، وبلدة في اليابان، تقع في ناغانو، ومقاطعة كامينا، بلغ عدد سكانها 25,064  نسمة وذلك حسب إحصائيات سنة 2018، تبلغ مساحتها 86.12 كيلومتر مربع.